# Siechnice (stacja kolejowa)
Siechnice – stacja kolejowa w Siechnicach, w województwie dolnośląskim, w Polsce.
8 października 2018 otwarto dla podróżnych zmodernizowany kosztem 3,5 mln zł netto dworzec, wybudowany pierwotnie w 1909 r. Inwestycja została sfinansowana ze środków unijnych w ramach Regionalnego Programu Operacyjnego dla Województwa Dolnośląskiego oraz środków własnych PKP.

## Ruch pasażerski
| Rok  | Wymiana pasażerska na dobę |
| ---- | -------------------------- |
| 2017 | 500-699                    |
| 2022 | 700-999                    |